# Oswald Haller
Oswald Haller (* 8. Mai 1908 in Hall in Tirol; † 19. Februar 1989 in Innsbruck) war ein österreichischer Grafiker und Maler.

## Leben und Werk

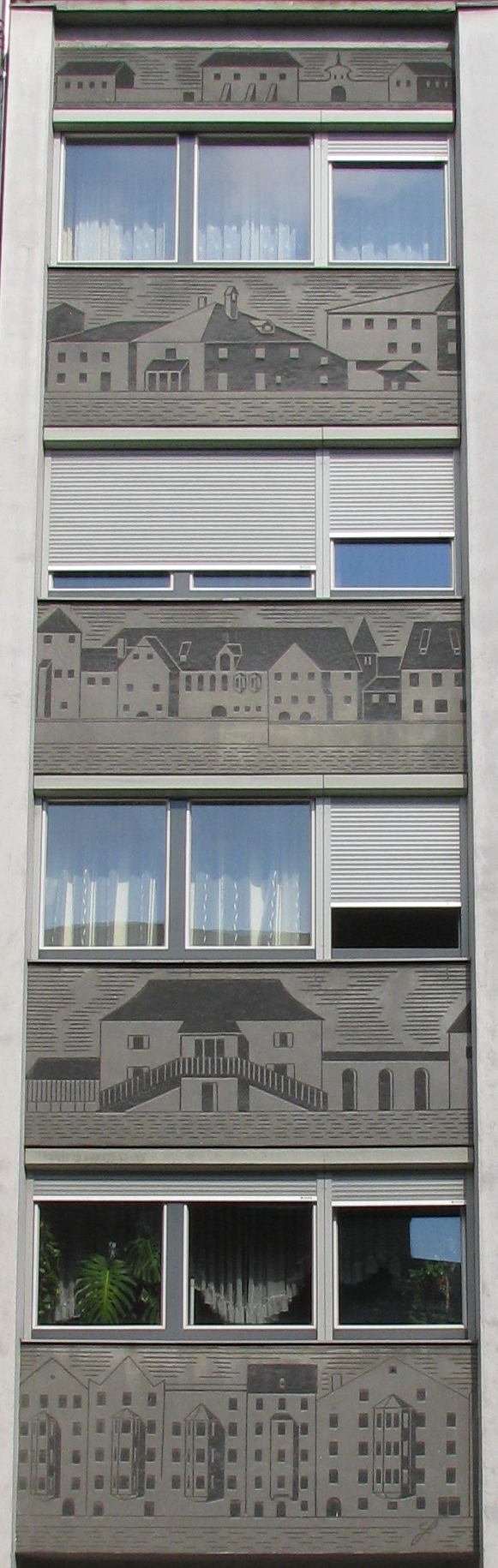
Sgraffito am Haus Noldinstr. 2 (1966)

Oswald Haller studierte von 1928 bis 1931 Jus an der Universität Innsbruck und besuchte die Mal- und Zeichenkurse bei Tony Grubhofer und Max von Esterle an der Universität. Danach erhielt er eine grafische Ausbildung an der Wagner’schen Universitäts-Buchdruckerei und war dort bis 1938 als Gebrauchs- und Werbegrafiker angestellt. Ab 1938 war er freier Mitarbeiter des Landesfremdenverkehrsamtes des Gaus Tirol-Vorarlberg und schuf Tourismusplakate für Innsbruck, Tirol und Vorarlberg. Am 25. Juni 1938 beantragte er die Aufnahme in die NSDAP und wurde zum 1. März 1940 aufgenommen (Mitgliedsnummer 7.566.110).
Nach 1945 arbeitete er bis in die 1970er Jahre als Grafiker in seinem Atelier in der Kärntnerstraße in der Innsbrucker Reichenau und war in zahlreichen Künstlerverbänden und Gremien aktiv. Er war Gründungsmitglied des konservativen Tiroler Künstlervereins „Der Bund“, ab 1946 Vorstandsmitglied des Landesverbands Tirol der Berufsvereinigung der bildenden Künstler Österreichs und Mitglied des Kulturbeirats der Tiroler Landesregierung, ab 1950 Mitglied des Kunst- und Fachbeirats der Stadt Innsbruck und Obmann des Vereins für Heimatschutz und Heimatpflege in Tirol.
Haller schuf hauptsächlich Gebrauchsgrafik wie Plakate, Anzeigen, Firmenlogos, Buchumschläge, Urkunden, Exlibris oder Briefmarken. Zu seinen Entwürfen gehört unter anderem das bis heute verwendete Logo des Tyrolia Verlags. Über den Architekten Otto Mayer erhielt er auch Aufträge in Wien. Er pflegte einen traditionsverbundenen Stil, dem avantgardistische und progressive Ideen fremd waren. Daneben malte er Landschaften, Städtebilder und Stillleben in Aquarell und gestaltete Werke im öffentlichen Raum, wie zwei Sgraffiti mit ehemaligen Innsbrucker Gebäuden am Wohnhaus Noldinstraße 2–4 in Wilten und das Relief des Stadtwappens an der Turnhalle der Leitgebschule in Pradl.
Für seine Verdienste wurde er mehrfach ausgezeichnet, unter anderem mit dem Berufstitel Professor und dem Verdienstkreuz des Landes Tirol.